# 米沙子镇
米沙子镇，是中华人民共和国吉林省长春市宽城区下辖的一个行政建制镇。

## 历史沿革
米沙子镇是德惠市最大的乡镇，西南距省会长春22公里，东北距德惠市40公里。全镇幅员面积304平方公里，镇区面积5.9平方公里，耕地面积2万公顷，规划工业区面积1000公顷；辖30个村、260个社、3个街道办事处、19个居民组；全镇总人口7.6万人，非农业人口2.1万，镇中心区人口1.2万人（2007年）。
2005年8月5日，吉林省民政厅批复长春市人民政府《关于调整长春市行政区划的请示》，将德惠市米沙子镇、万宝镇所辖行政区域划归长春市宽城区管辖（除土地规划、审批权外，其他仍由德惠市代管）。

## 吉林宝源丰禽业公司火灾
2013年6月3日6时6分，米沙子镇吉林宝源丰禽业有限公司发生一起特别重大火灾，造成121人死亡，77人受伤。

## 行政区划
米沙子镇下辖以下地区：
工农社区、街东社区、站前社区、仓储社区、街西社区、二三八社区、太平村、米沙子村、铁岭村、岫岩村、站北村、刘家塘坊村、于家店村、兰家村、姜家村、广富村、春元村、乐元村、黄家村、良种场村、三胜村、南王家村、别家村、高家村和刘家油房村。

## 交通
京哈铁路：米沙子站